# Suore orsoline di Calvarienberg
Le Suore Orsoline di Calvarienberg (in tedesco Ursulinenkongregation Calvarienberg) sono un istituto religioso femminile di diritto pontificio: le suore di questa congregazione pospongono al loro nome la sigla O.S.U.

## Storia

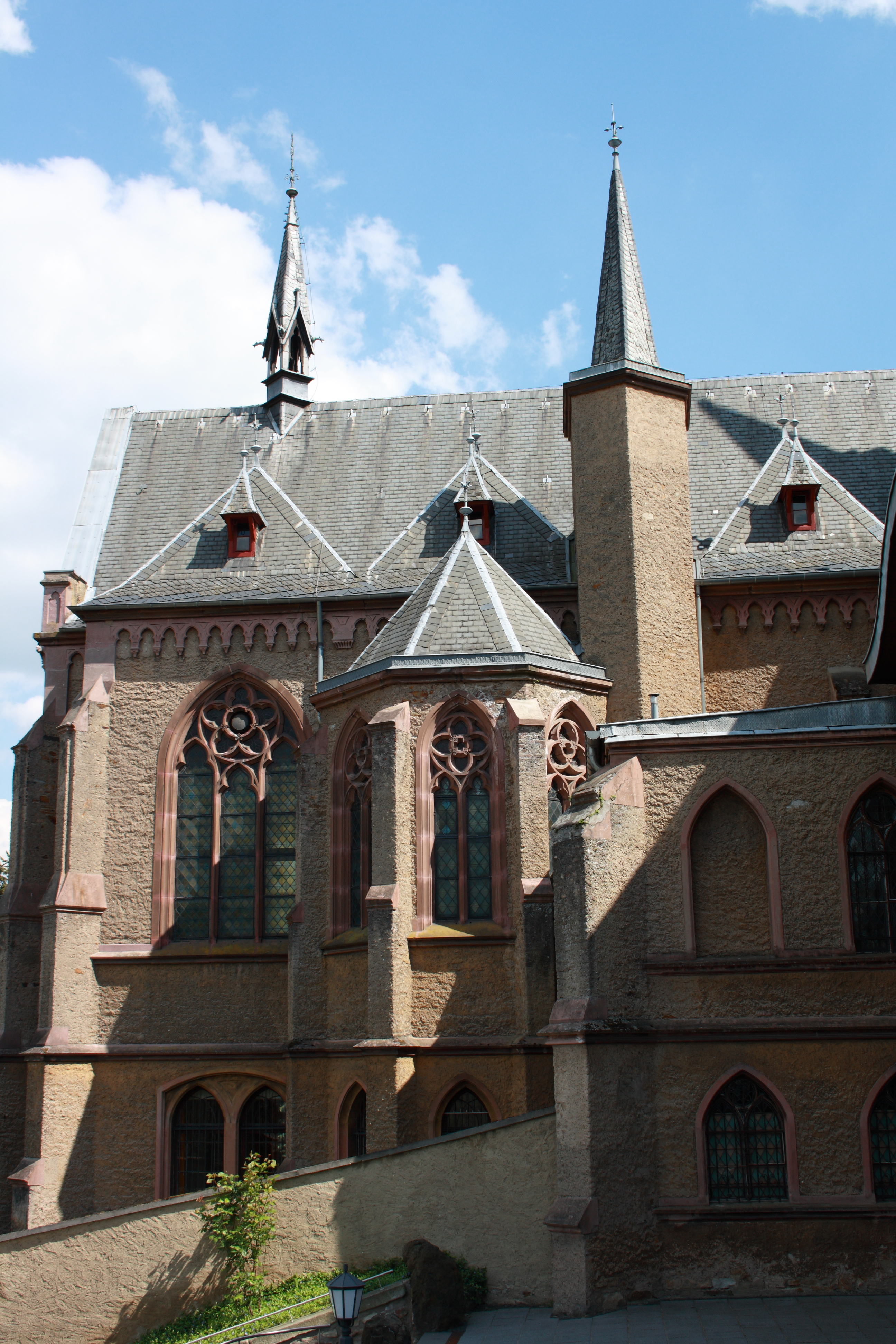
Il monastero di Calvarienberg

Le origini della congregazione risalgono al monastero delle orsoline di Düren, sorto nel 1681; nel 1710 a Monschau fu aperta una filiale, che nel 1838 si trasferì a Calvarienberg, presso Ahrweiler, nell'ex convento dei Frati Minori Recolletti.
Le prime filiali fondate dalle orsoline del monastero di Calvarienberg furono quelle di Aquisgrana (1848), Treviri (1853), Kempen (1867) e Boppard (1868): tali comunità furono riunite in una congregazione con decreto del 1º luglio 1870.
I monasteri furono chiusi con il Kulturkampf: sopravvisse solo la casa di Calvarienberg, la cui scuola fu affidata alla direzione di insegnanti laiche. Numerose religiose si rifugiarono in Belgio e nei Paesi Bassi, ma nel 1918 iniziarono a riaprire le case in patria.
La Santa Sede approvò le orsoline di Calvarienberg come congregazione di voti semplici il 24 giugno 1929.

## Attività e diffusione
Le orsoline si dedicano principalmente all'istruzione e all'educazione cristiana della gioventù.
La congregazione raggiunse il suo massimo sviluppo attorno al 1960, quando arrivò a contare case in patria e in Belgio, Regno Unito e Stati Uniti d'America; sopravvivono solo le comunità di Calvarienberg, Krefeld, Treviri e Aquisgrana; la sede generalizia è il monastero di Calvarienberg a Bad Neuenahr-Ahrweiler.
Alla fine del 2008 la congregazione contava 52 religiose in 4 case.